# Castelo dos Duques de Joyeuse

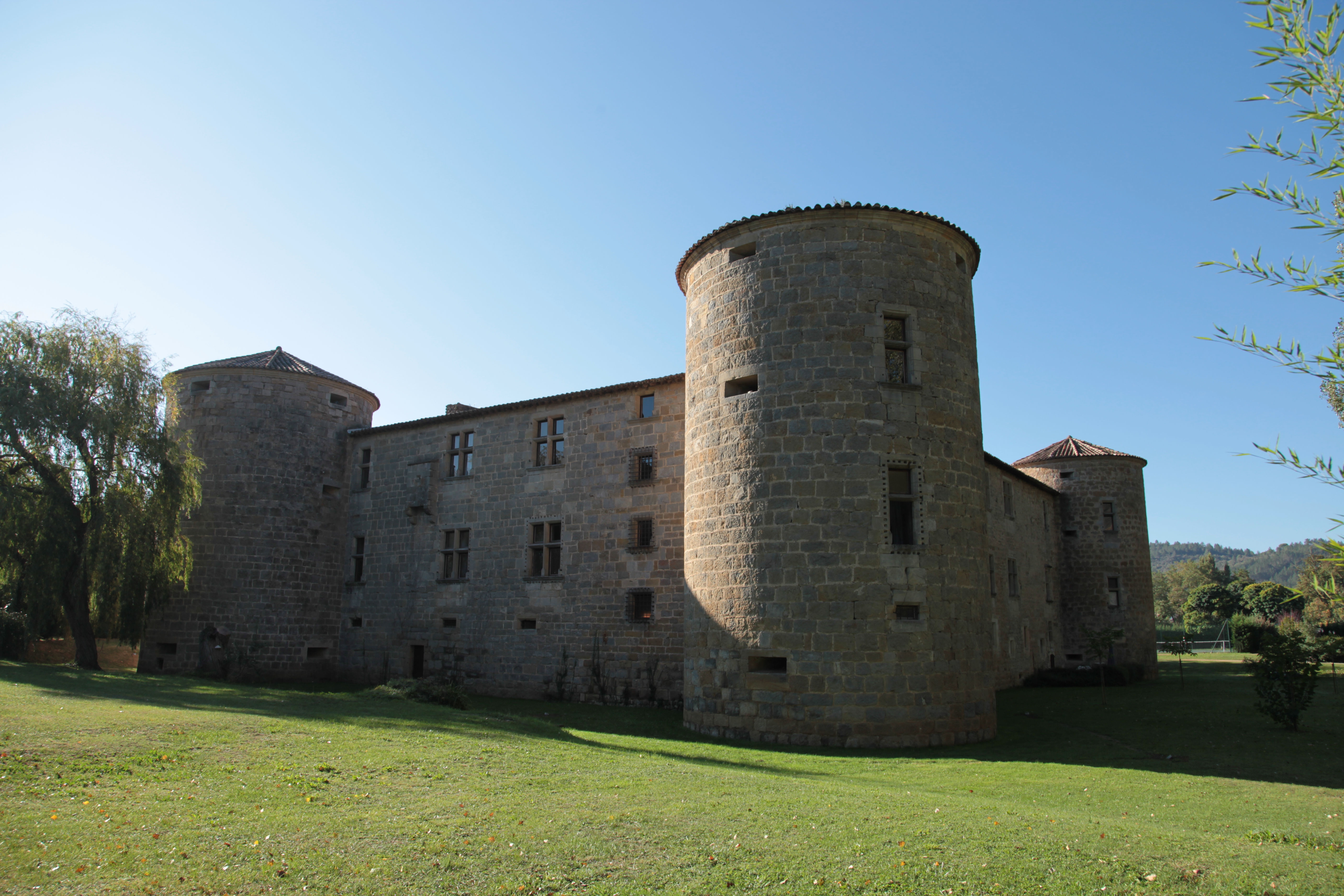
Castelo dos Duques de Joyeuses

O Château des Ducs de Joyeuse é um castelo na comuna de Couiza, no departamento de Aude, na França.
Originalmente construído para os duques de Joyeuse em meados do XVI, o castelo agora é usado como um hotel. O edifício bem preservado, flanqueado por torres redondas, é considerado típico de muitos edifícios nas regiões de Languedoc e Cévennes. Uma porta de trabalho rústica esburacada leva ao austero pátio renascentista.
Está classificado desde 1913 como monumento histórico pelo Ministério da Cultura da França.